# Van

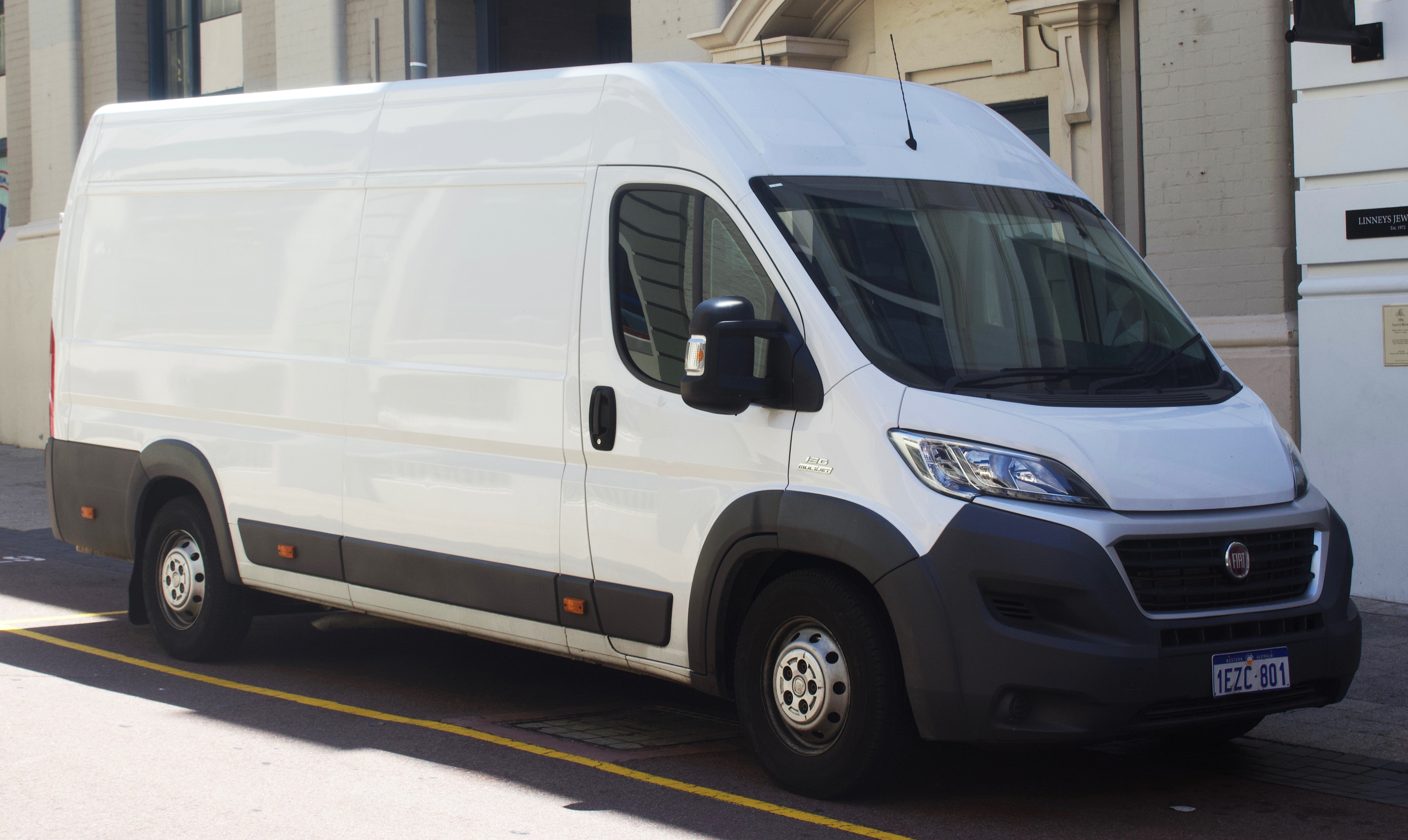
Uma Fiat Ducato.

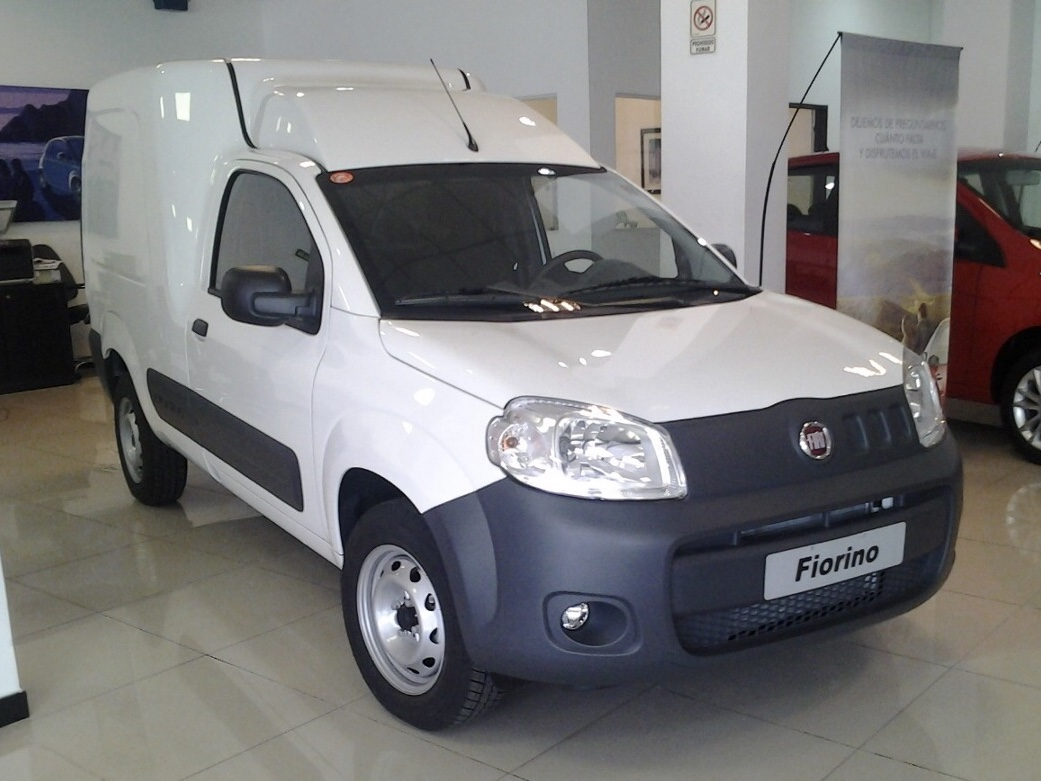
Fiat Fiorino um furgão muito popular nas ruas brasileiras.

Um furgão, carrinha (português europeu) ou van, perua, combi (português brasileiro), camioneta, chapa 100 (português moçambicano) microlete (português timorense) é um tipo de carroceria de veículo automotor destinado a uso misto, ou seja, adequado ao transporte de passageiros e cargas no mesmo compartimento, e muito utilizado também em serviço de aluguel.
Geralmente, é um veículo em forma de caixa com quatro rodas, com aproximadamente o mesmo tamanho e largura de um carro grande, mas mais alto e geralmente com um vão maior em relação ao solo - embora o termo seja muitas vezes aplicado a pick-ups.

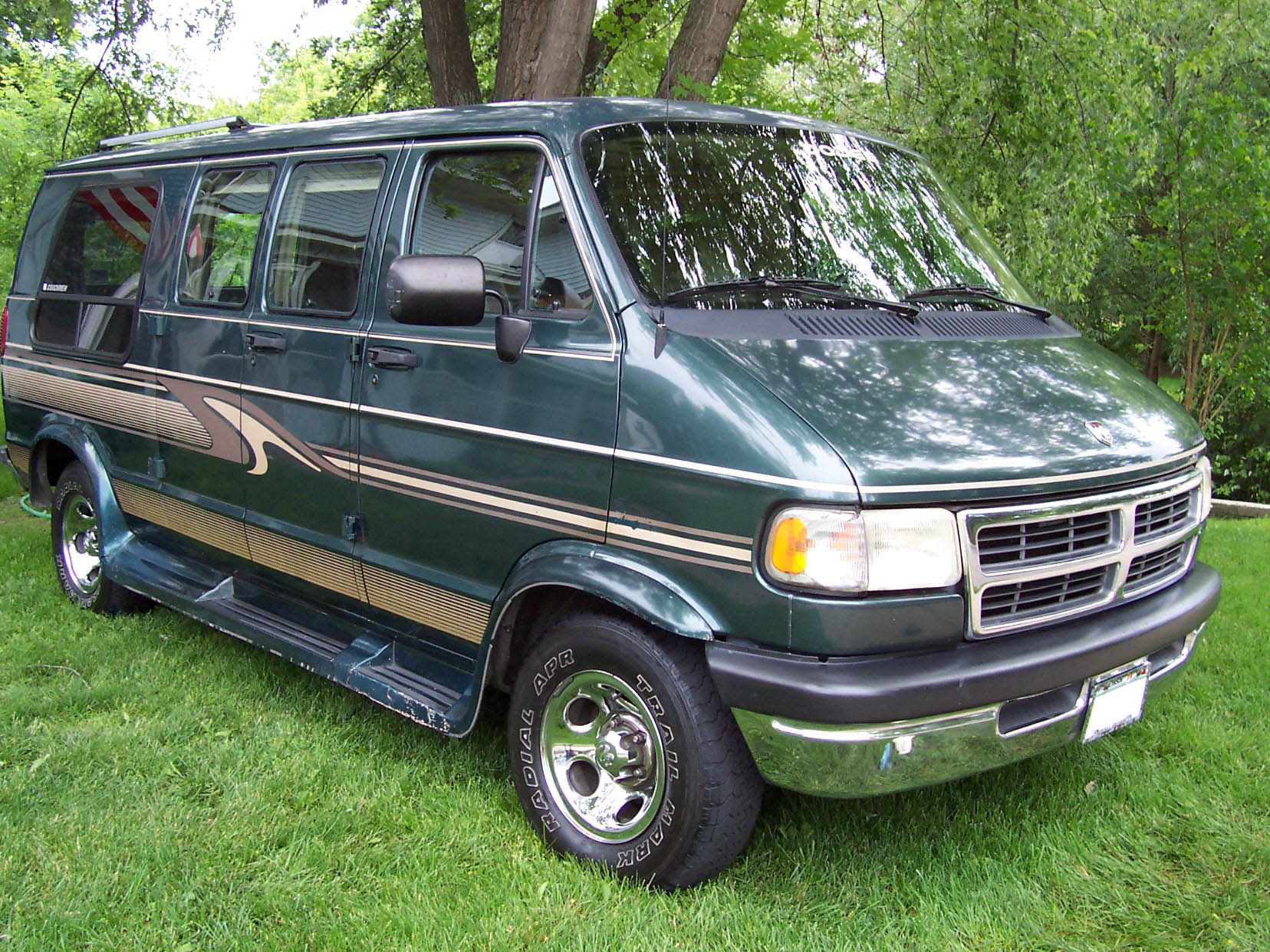
Uma Dodge Ram Van.

Pode ser um projeto à parte ou baseado em um sedan, e geralmente oferecem versões com traseira aberta (pick-ups). Existem em todos os tamanhos e formatos, desde pequenas como a Towner, médias como a Kombi, até as versões grandes da Mercedes-Benz Sprinter, com cerca de cinco metros. Veículos maiores do que isso são geralmente classificados como camiões.
A palavra van deriva da palavra inglesa caravan, que originalmente designava as carruagens cobertas de tecido, (muito utilizadas no período do Velho Oeste americano). Note-se que, em Portugal, a palavra camioneta é também usada para veículos pesados de passageiros (autocarros em Portugal, ônibus no Brasil) que ligam localidades diferentes, sendo, nesta situação, sinónimo de autocarro. 
Contudo, no caso dos veículos pesados de passageiros para transporte em meio urbano, só se utiliza a designação autocarro, e apenas raramente camioneta. Também em Portugal é comum dizer-se, para esta situação (transporte de passageiros entre localidades diferentes), camioneta de/da carreira ou simplesmente carreira (sendo uma "carreira" o conceito de serviço de transporte regular com horários definidos).

## Combustíveis alternativos

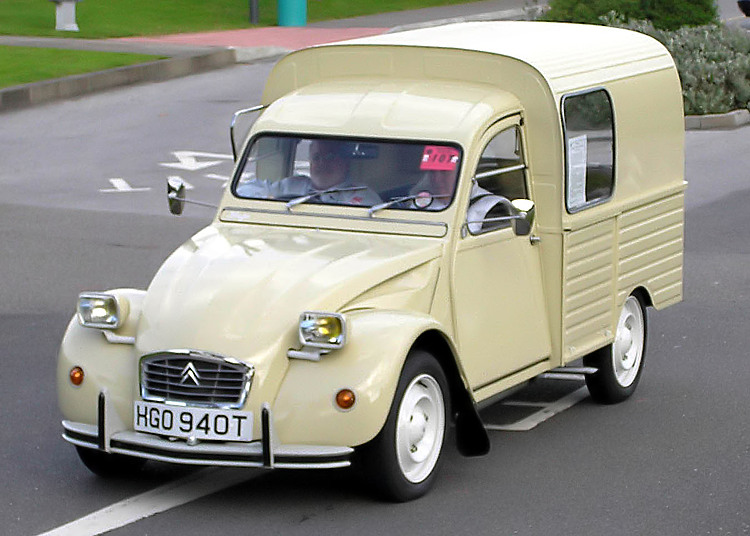
1978 Citroën 2CV AK400 van.

Como vans são, frequentemente, utilizadas em tráfego urbano, veículos de propulsão híbrida são uma escolha bem interessante:
- Dual-Drive Sprinter - Mercedes Van equipped with hybrid drive systems
- Electric 35-50 q
- Micro-Vett Hybrid Daily

## Acesso para deficientes

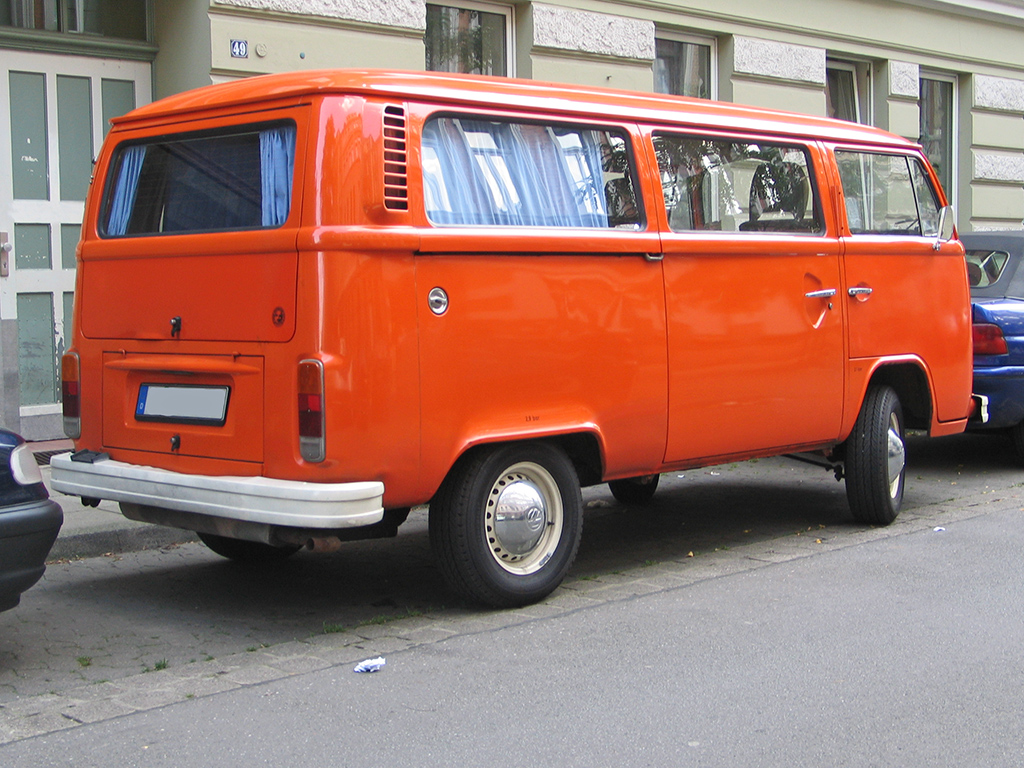
Volkswagen Kombi.

Algumas vans podem ser convertidas em veículos para portadores de necessidades especiais:
- Wheelchair Gateways
- Wheelchair Van Information

Os veículos a seguir podem ser utilizados em parques ou centros históricos:
- Graf Carello Transporter
- Aixam Mega
- Alke' ATX
- Tasso Domino